# Pseudohydromys occidentalis
Pseudohydromys occidentalis és una espècie de mamífer rosegador de la família dels múrids. És endèmic de Nova Guinea (Indonèsia i Papua Nova Guinea), on viu a altituds d'entre 2.300 i 3.800 msnm. El seu hàbitat natural són els boscos montans. És una espècie en risc mínim, és a dir, no sembla que hi hagi cap amenaça significativa per a la seva supervivència. El seu nom específic, occidentalis, significa 'occidental' en llatí.